# Boarmia loxosticha
Boarmia loxosticha là một loài bướm đêm trong họ Geometridae.